# David Leestma
David Cornell Leestma (* 6. Mai 1949 in Muskegon, Bundesstaat Michigan, USA) ist ein ehemaliger US-amerikanischer Astronaut. 

## Militärische Laufbahn
Leestma erhielt 1971 einen Bachelor in Luftfahrttechnik von der United States Naval Academy und 1972 einen Master in Luftfahrttechnik von der Naval Postgraduate School.
Leestma war 1971 auf der Fregatte Hepburn stationiert. Nach seiner Ausbildung zum Marineflieger nahm er an drei Überseeeinsätzen im Mittelmeer und Nordatlantik an Bord des Flugzeugträgers John F. Kennedy teil. 1977 wurde er auf die Naval Air Station Point Mugu in Kalifornien versetzt, wo er Tests am F-14-Kampfflugzeug durchführte.

## Astronautentätigkeit
Im Mai 1980 wurde Leestma von der NASA als Astronautenanwärter ausgewählt. Nach seinem ersten Flug arbeitete Leestma als Verbindungssprecher (CAPCOM) für die Missionen von STS-51-C bis STS-61-A. Anschließend wurde er Leiter der Abteilung Mission Development. Von Februar 1990 bis September 1991 war er stellvertretender Direktor und ab November 1992 Direktor der Flight Crew Operations, zuständig für die Auswahl der Raumfahrer und Einteilung der Shuttle-Besatzungen. Ab September 1998 arbeitete für das Government Furnished Equipment (GFE) Project. Im August wurde er Projektmanager des Johnson Space Center (JSC) für die Space Launch Initiative. Danach arbeitete Leestma für das Orbital-Space-Plane-Programm am JSC. Derzeit arbeitet er als Manager im JSC Exploration Programs Office.

### STS-41-G
Am 5. Oktober 1984 startete Leestma als Missionsspezialist mit der Raumfähre Challenger zu seiner ersten Mission (STS-41-G) ins All. Neben dem Earth Radiation Budget Satellite wurden eine Vielzahl von Experimenten mitgeführt. Zusammen mit Kathryn Sullivan unternahm er einen Außenbordeinsatz (EVA) von 3,5 Stunden, bei dem u.a für das Nachtanken von Satelliten mit Hydrazin-Treibstoff geübt wurde.

### STS-61-E
Die Mission STS-61-E mit der Raumfähre Columbia hätte im März 1986 die ASTRO-1-Spacelab-Mission ins All bringen sollen. Nach der Challenger-Katastrophe wurde der Flug abgesagt. Die Mannschaft hätte aus Jon McBride, Richard Richards, David Leestma, Jeffrey Hoffman, Robert Parker, Samuel Durrance und Ronald Parise bestanden.

### STS 61-N
Seine zweite Nominierung zu einer Space-Shuttle-Mannschaft erhielt Leestma im Dezember 1985. Er war als Missionsspezialist für die Mission STS-61-N des US-Verteidigungsministeriums vorgesehen. Als weitere Crewmitglieder waren Kommandant Brewster Shaw, Pilot Mike McCulley, die anderen Missionsspezialisten Jim Adamson und Mark Brown sowie als Nutzlastspezialist Frank Casserino von der US Air Force vorgesehen. Dieser Flug wurde jedoch nach der Challenger-Katastrophe abgesagt.

### STS-71-A
Die Mission STS-71-A mit der Raumfähre Atlantis hätte am 12. Januar 1987 die ASTRO-2-Spacelab-Mission ins All bringen sollen. Nach der Challenger-Katastrophe wurde der Flug abgesagt. Die Mannschaft hätte aus Jon McBride, Richard Richards, David Leestma, Jeffrey Hoffman, Robert Parker, Nutzlastspezialist Kenneth Nordsieck sowie einem der zwei weiteren Nutzlastspezialisten Samuel Durrance und Ronald Parise bestanden.

### STS-28
Am 8. August 1989 flog Leestma als Missionsspezialist mit der Raumfähre Columbia zum zweiten Mal ins All. STS-28 war ein Flug für das US-amerikanische Verteidigungsministerium mit geheimer Nutzlast.

### STS-45
Am 24. März 1992 flog Leestma als Missionsspezialist mit der Raumfähre Atlantis im Rahmen der ATLAS-1-Mission (Atmospheric Laboratory for Applications and Science) ins All. Bei dieser Spacelab-Mission wurden Studien in den Bereichen Atmosphärenchemie, Sonneneinstrahlung, Plasmaphysik und Ultraviolettastronomie durchgeführt.

## Privates
David Leestma ist verheiratet und hat sechs Kinder.